# 斯图尔特·奥金
斯图尔特·霍兰德·奥金（英語：Stuart Holland Orkin，1946年4月23日—）是一名美國醫生、幹細胞生物學家和兒科血液腫瘤學研究員。他是哈佛醫學院大衛·G·內森兒科傑出教授。奧金的研究重點是血液疾病的遺傳基礎。他是美國國家科學院和醫學研究所的成員，也是霍華德·休斯醫學研究所的研究員。

## 早年生活
奧爾金在曼哈頓長大，父親是一名泌尿科醫生。他本科就讀於麻省理工學院生物學專業（1967年獲得學士學位），1972年獲得哈佛醫學院醫學學位。他在美國國家衛生院從事分子生物學博士後研究，師從遺傳學家菲利普·萊德爾。在奧金完成血液腫瘤學訓練期間，他的系主任大衛·G·內森允許他建立自己的研究實驗室。

## 職業生涯
奧金是哈佛醫學院大衛·G·內森兒科傑出教授。2000年至2016年，他擔任丹納-法伯癌症研究所兒科腫瘤系主任。他於1970年代末起在哈佛醫學院任教，並於1986年成為霍華德·休斯醫學研究所的研究員。
1970年代和1980年代，奧金開展研究，發現與一組被稱為地中海貧血的血液疾病有關的基因突變。這項工作首次全面描述了遺傳性疾病的分子缺陷。1986年，他和他的團隊克隆了一個導致慢性肉芽腫病的基因，這是研究人員第一次在不知道基因編碼的蛋白質的情況下克隆致病基因。如今，他的研究實驗室研究細胞規格和分化的轉錄調控因子。1989年，他的實驗室克隆出第一個造血轉錄因子GATA1。2008年起，奧金和他的同事發表了一系列論文，確定BCL11A在從胎兒型（HbF）血紅蛋白到成人型（HbA）血紅蛋白的發育轉換過程中的關鍵作用。他的研究小組證明，僅BCL11A的缺失就足以挽救鐮刀型紅血球疾病（SCD）的表型。2015年9月，奧金在《自然》雜誌上發表一項研究，顯示一小段DNA可對鐮刀型紅血球疾病的基因治療產生反應。有關BCL11A在HbF沉默中作用的基本發現正在透過基因治療和治療性基因編輯轉化為臨床應用。

## 榮譽
1987年，奧金獲得E·米德·約翰遜獎。奧金於1991年獲選為美國國家科學院院士，並於2013年獲得該組織頒發的潔西·史蒂文森·科瓦連科獎章。1992年，他獲選為醫學研究所成員。1993年，他獲得華倫·阿爾伯特基金會獎。2008年，美國血液學會將奧金評為其血液學傳奇人物之一。美國人類遺傳學學會授予奧金2014年威廉·艾倫獎，以表彰他對人類遺傳學的持續而重大的貢獻。2017年，他獲選為美國哲學學會會士。2018年，他獲得美國醫師協會喬治·M·科貝爾獎章和西北大學梅赫希爾德·埃塞爾·內默斯醫學科學獎。2020年，他榮獲費薩爾國王獎和哈靈頓醫學創新獎。2021年，他獲得格魯伯遺傳學獎。2022年，他獲得加拿大蓋爾德納國際獎。奧金被選為第三屆伊萊恩·雷丁·布林斯特科學或醫學獎得主。2024年獲得邵逸夫獎。

## 個人生活
奧金結婚50多年，育有一女。